# Gustav Berggren
Karl Gustav Vilhelm Berggren (7 settembre 1997) è un calciatore svedese, centrocampista dei N.Y. Red Bulls.

## Carriera

### Club
Ha iniziato a giocare a calcio nell'IF Väster all'età di cinque anni, poi è cresciuto poi nei settori giovanili di altre due squadre della città di Göteborg: il GAIS e l'Häcken.
Nel gennaio del 2015, sempre con l'Häcken, ha firmato un contratto che lo ha portato ufficialmente in prima squadra. Nonostante ciò, il debutto ufficiale in Allsvenskan con la prima squadra lo ha realizzato più di un anno dopo, il 15 maggio 2016, nel match vinto per 4-1 sul campo del Falkenberg. Nell'ottobre del 2016 ha firmato un rinnovo quadriennale.
Dopo aver collezionato 8 presenze nell'Allsvenskan 2016 e 7 presenze nella prima parte dell'Allsvenskan 2017, Berggren è stato girato in prestito al Varberg, squadra militante in Superettan con cui ha concluso l'annata.
Rientrato all'Häcken, ha trovato maggiore spazio, specialmente a partire dalla seconda parte dell'Allsvenskan 2019 quando si è ritagliato in pianta stabile un posto da titolare che ha poi mantenuto anche nelle annate seguenti.
È rimasto in giallonero fino al luglio 2022, mese in cui è stato ceduto ai vice-campioni di Polonia del Raków Częstochowa. Nel frattempo, tuttavia, l'Häcken nella restante parte di stagione ha conquistato il suo primo storico titolo nazionale, al termine di un torneo che aveva visto Berggren collezionare 2 reti e 3 assist in 14 partite prima della sua partenza.

### Nazionale
Dopo aver giocato con le nazionali giovanili svedesi Under-17 ed Under-19, nel 2020 ha esordito in nazionale maggiore.

## Palmarès

### Club

#### Competizioni nazionali
- Supercoppa di Polonia: 1

Raków Częstochowa: 2022
- Campionato polacco: 1

Raków Częstochowa: 2022-2023